# Lobloch
Lobloch war ein altes pfälzisches Winzerdorf, das 1751 seine Eigenständigkeit verlor und im größeren Nachbarort Gimmeldingen aufging. Dieser, 1860 bis 1952 als Gimmeldingen-Lobloch bezeichnet, wurde 1969 in die rheinland-pfälzische Stadt Neustadt an der Weinstraße eingemeindet.
Der Name ist erhalten z. B. in der Bezeichnung Loblocher Straße für die von der Funktion her ehemalige Hauptstraße des Ortes oder im Weingut mit Restaurant Loblocher Schlössel, das allerdings östlich der alten Gemarkungsgrenze liegt. Mitunter wird der Name noch, zumal unter älteren Bewohnern, verwendet, um die Lage eines bestimmten Punktes in Gimmeldingen zu verdeutlichen.

## Geschichte

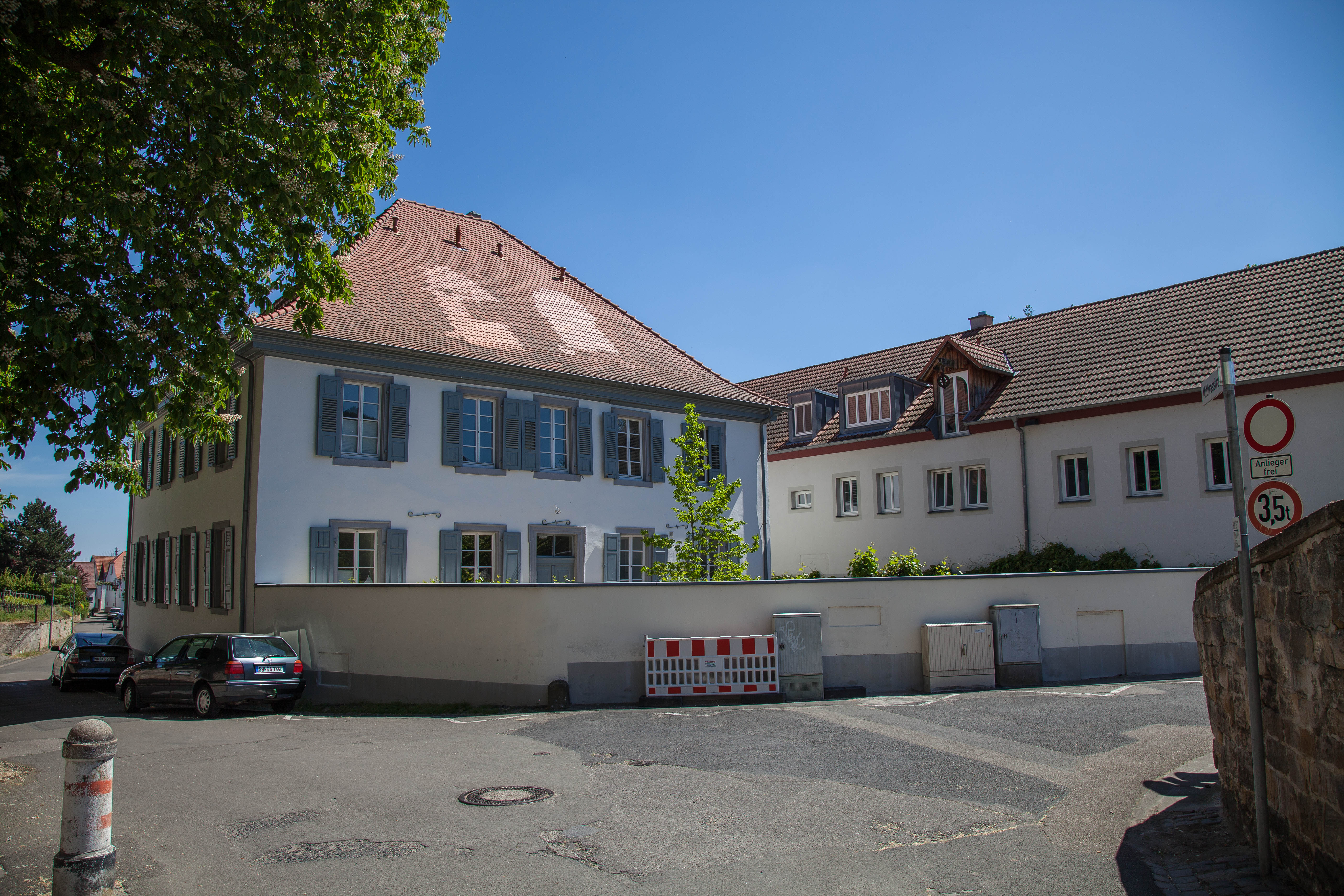
Arndorffsche Mühle

Im 11. Jahrhundert hatte Lobloch, das in der Literatur auch als „Luploch“ oder „Lupphenloch“ bezeichnet wird, seine Keimzelle anscheinend in der Talaue des Mußbachs südlich des Hügels, auf welchem der historische Ortskern von Gimmeldingen liegt.
Der zweite Namensteil (-loch von lateinisch lacus ‚See, Teich‘) lässt sich problemlos erschließen. Er deutet darauf hin, dass es dort am Mußbach im Mittelalter eine Mühle gab, für die ein kleiner Stauweiher angelegt wurde, um auch in regenarmen Perioden genügend Wasser verfügbar zu haben. Über den Rest des niedrigen Staudamms führt seit der zweiten Hälfte des 20. Jahrhunderts die Mithrasstraße. Etwa am Standort der vermuteten Mühle wurde später die Arndorffsche Mühle errichtet, in deren Komplex heute das Gästehaus eines örtlichen Hotels betrieben wird. Der erste Namensteil ist nicht sicher geklärt; er könnte auf den fränkischen Vornamen Luppo zurückgehen und auf den wichtigsten Mann in der Gründungsphase des Ortes, möglicherweise den postulierten Müller, hinweisen.
Etwas oberhalb der Mühle lag in späterer Zeit die Burg Lobloch, eine Niederungsburg, die den aus dem rheinhessischen Gabsheim stammenden Herren von Geispitzheim zu Eigen war. Von ihr sind keine Reste erhalten.

## Sehenswürdigkeiten und Kultur

### St.-Nikolaus-Kirche

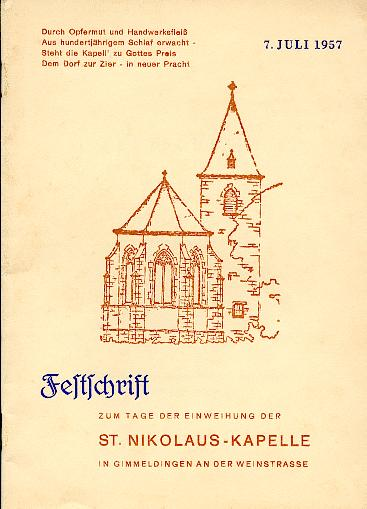
Neueinweihung 1957

Als im Mittelalter um die vermutete Mühle herum zunächst ein Weiler und dann ein kleines Dorf entstand, wurde 100 m nördlich, hangaufwärts, die Nikolauskirche errichtet. Sie fand 1366 erstmals urkundliche Erwähnung und war ursprünglich in romanischem Stil erbaut. In der Zeit der Hochgotik wurde sie durch einen Nachfolgebau ersetzt, der noch Elemente des vorherigen Gebäudes, vor allem den Turm, verwendete. In den Wirren nach dem Pfälzischen Erbfolgekrieg (1688–1697) ihres Daches beraubt, verfiel die Kirche für zweieinhalb Jahrhunderte zur Ruine, ehe sie in den 1950er Jahren restauriert und 1957 neu geweiht wurde.
In erhalten gebliebenen Details gilt die Nikolauskirche als Kleinod mittelalterlicher Handwerkskunst. Sehenswert sind die drei Fenster im Altarbereich. Sie bestehen aus Buntglasmosaiken, die der Marburger Glasmaler Erhardt Klonk (1898–1984) dem gotischen Stil nachempfunden hat, und zeigen Stationen aus dem Leben und Wirken des Kirchenpatrons St. Nikolaus, wie sie in Legenden überliefert sind.
Eine eigene Pfarrstelle besaß das kleine Lobloch nie, sondern wurde jahrhundertelang durch Pfarreien aus der Umgebung (meist Mußbach) mitversorgt.

### Mithras-Heiligtum

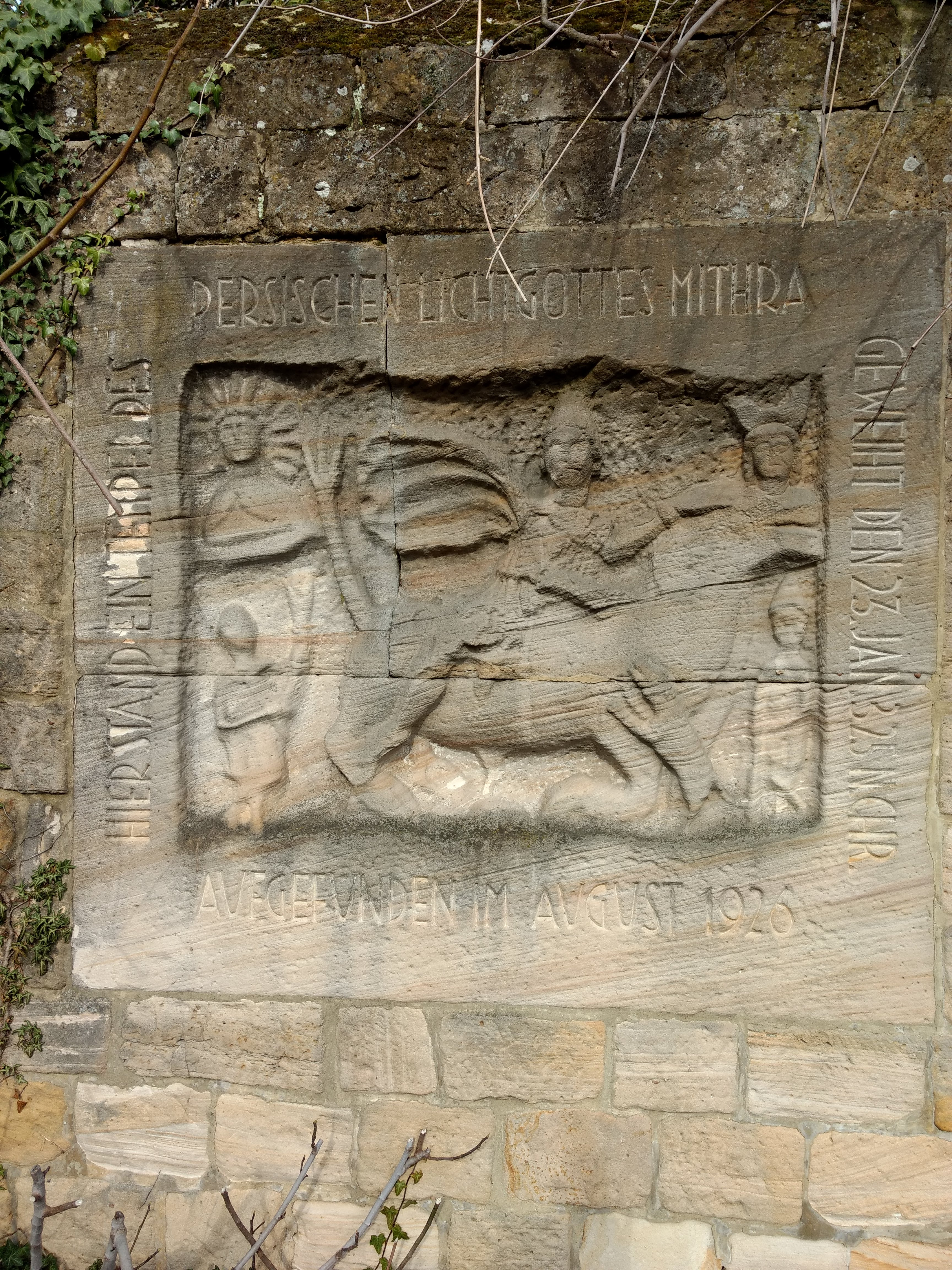
Mithras-Reliefbild

Die Nikolauskirche steht auf dem Areal eines Mithras-Heiligtums aus der Römerzeit. Im Jahre 325 n. Chr. hatte der Römer Materninius Faustinus den Tempel zu Ehren des aus Persien übernommenen Licht- und Frühlingsgottes erbauen lassen. Bei Bauarbeiten 1926 wurden westlich der Kirche die Grundmauern des Tempels und ein steinernes Reliefbild gefunden; es zeigt die Gottheit, wie sie rittlings auf einem Stier sitzt und diesen durch einen Stich in die Halsschlagader rituell opfert.
Das Original des Reliefs befindet sich im Historischen Museum der Pfalz zu Speyer, ein Replikat aus hellem Sandstein ist in eine Begrenzungsmauer ein Stück links des Eingangs der Nikolauskirche (Loblocher Straße) eingelassen.

### Weitere Kulturdenkmäler
Die Liste der Kulturdenkmäler in Gimmeldingen enthält weitere Loblocher Kulturdenkmäler. Sie stehen in der Kurpfalzstraße, der Loblocher Straße und der Mithrasstraße. Das Weingut Ferckel, Loblocher Str. 39/41, ist nicht nur ein barocker Krüppelwalmdachbau mit Inschriften von 1601 und 1613, sondern verfügt als Besonderheit über ein historisches Steinschiebefenster.

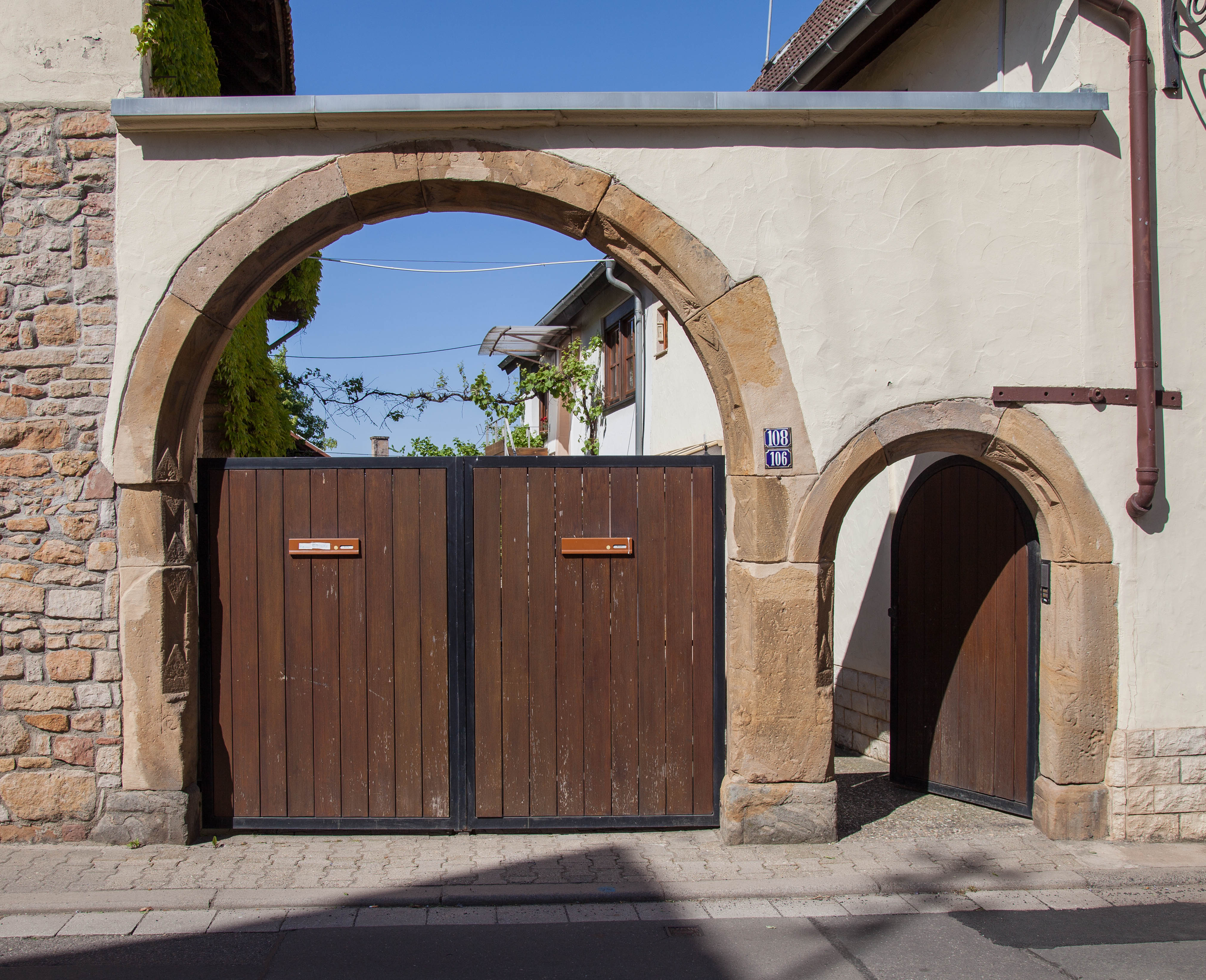
Toranlage Kurpfalzstr. 106/108
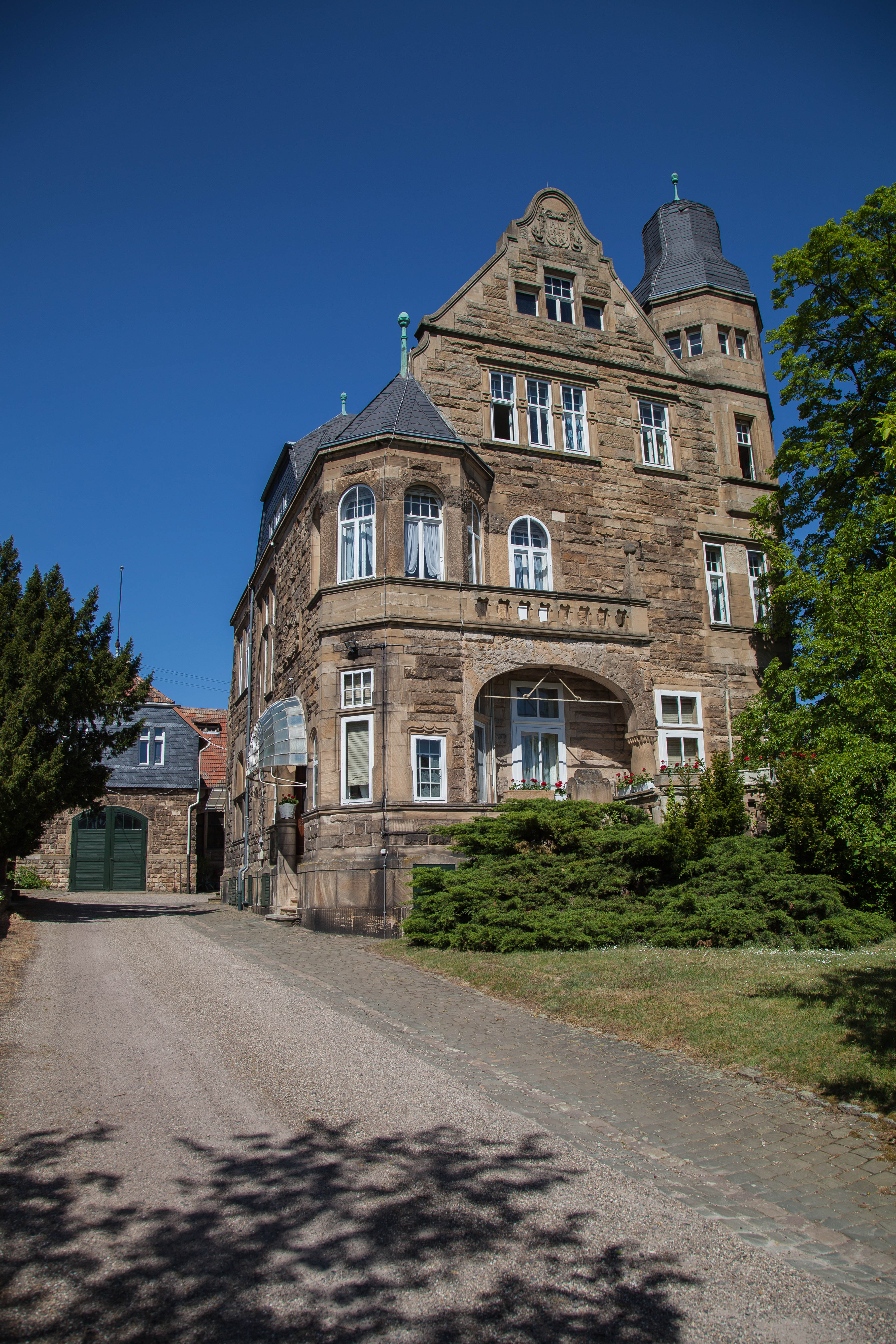
Jugendstil-Villa Kurpfalzstr. 140
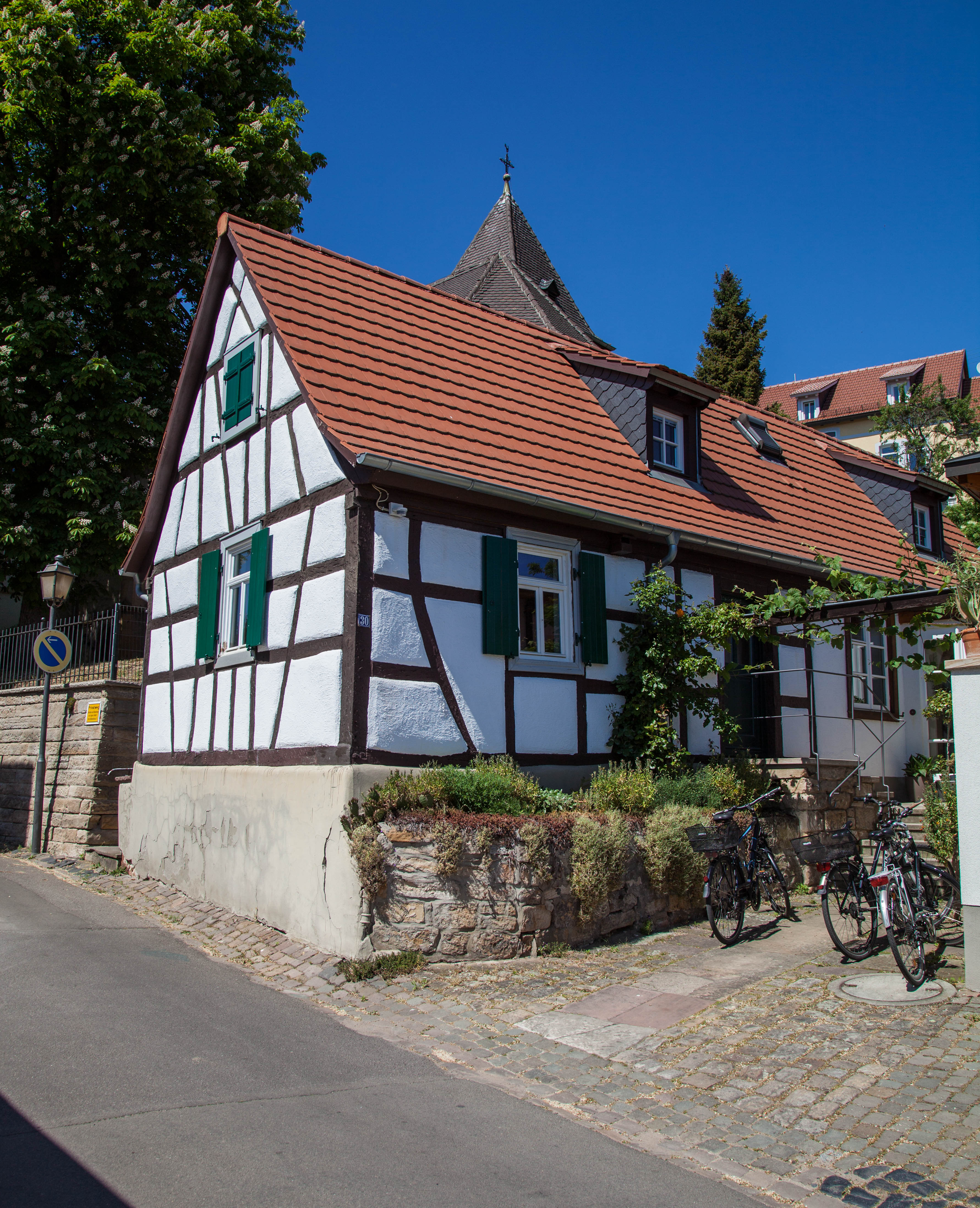
Fachwerkhaus Loblocher Str. 30
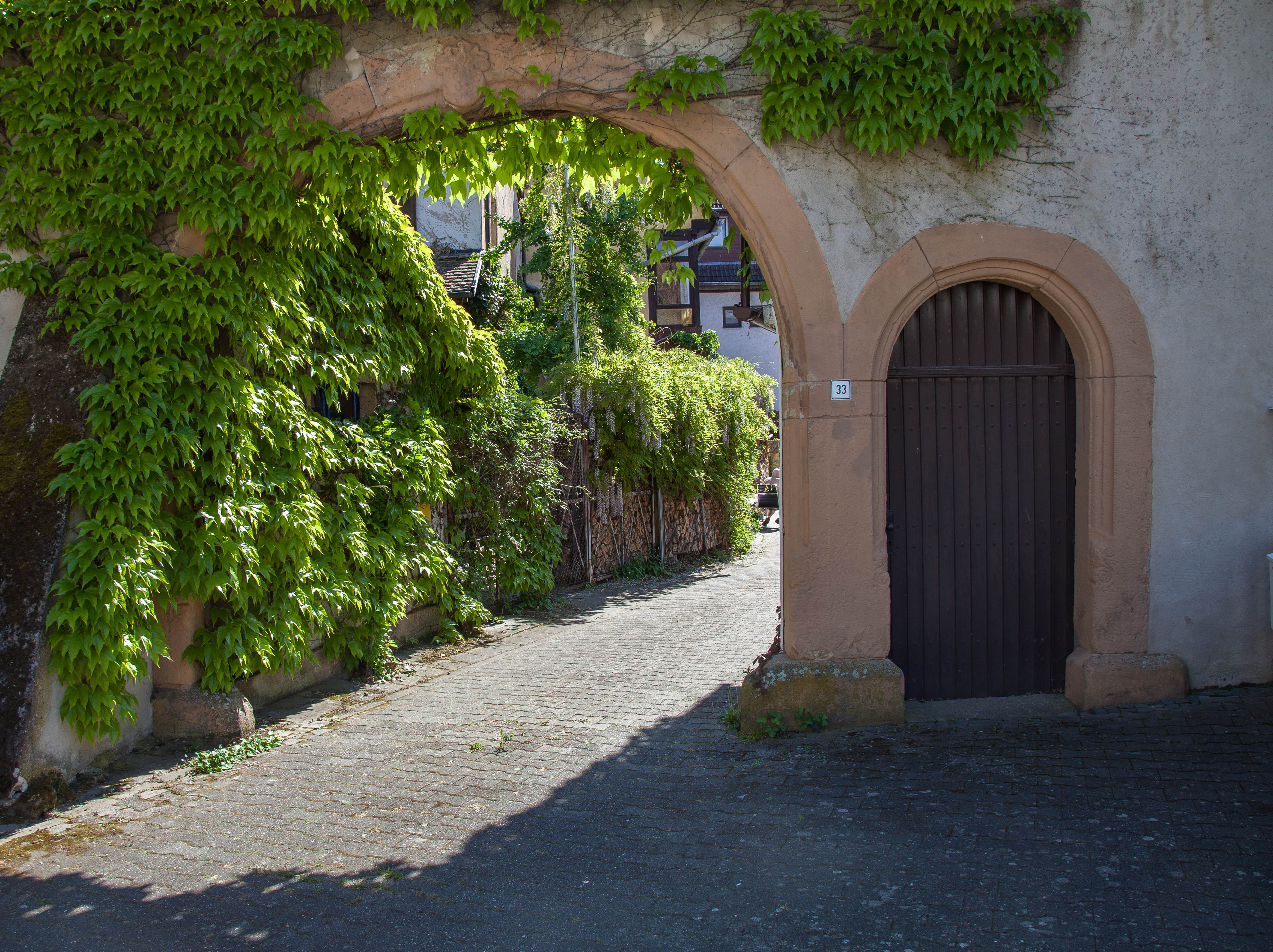
Toranlage Loblocher Str. 33

### Regelmäßige Veranstaltungen
An Lobloch erinnert der Loblocher Weinzehnt, ein Weinfest, das in Gimmeldingen seit 1976 jedes Jahr zu Pfingsten gefeiert wird. Auch die bedeutendste jährliche Festveranstaltung Gimmeldingens, das Mandelblütenfest im März/April, besitzt einen Bezug zu Lobloch. Dessen bekannteste Weinlage ist nämlich der Mandelgarten, der bereits im 15. Jahrhundert in einem Zinsbuch des elsässischen Klosters Weißenburg erwähnt wurde. Der Mandelgarten liegt an der Nahtstelle Loblochs und damit Gimmeldingens zum Nachbarortsteil Mußbach und ist mit der früheren Einzellage Gimmeldinger Meerspinne identisch, seit diese zur Großlage umgestuft wurde.

## Persönlichkeiten
In Lobloch geboren wurde Johannes Kardinal von Geissel (1796–1864), der von 1845 bis zu seinem Tod katholischer Erzbischof von Köln war und als einer der bedeutendsten deutschen Kirchenmänner seiner Zeit gilt. Gimmeldingen hat ihn mit einer Straßenwidmung im Loblocher Neubaugebiet geehrt, und in der Kurpfalzstr. 182 oberhalb der Nikolauskirche steht noch sein Geburtshaus mit einer Gedenktafel.